# Ars Exotica
Ars Exotica, een tentoonstelling van tribale kunstwerken uit Afrika, Indonesië en Oceanië, werd in de Internationale Jaarbeurs der Vlaanderen in Gent gehouden van 7 september tot 30 oktober 1950.

## Organisatie
De tentoonstelling kwam tot stand in samenwerking met het Gentse Museum voor Schone Kunsten en dankzij een aantal belangrijke bruiklenen van het Rijksmuseum voor Volkenkunde in Leiden, het Vleeshuis in Antwerpen en het Koninklijk Museum voor Midden-Afrika in Tervuren. 
De initiatiefnemer en organisator was de Gentse hoogleraar in de etnologie Pieter Jan Vandenhoute, in samenwerking met onder anderen de Leidse conservatoren J. Keuning en Adriaan A. Gerbrands, leden van het ‘inrichtend comité’. Boven dit comité troonde een 'ere-comité', dat de internationale culturele samenwerking tussen België en Nederland benadrukte. 
De opening geschiedde in aanwezigheid van het ere-comité, dat onder meer bestond uit de burgemeesters van Gent, Antwerpen en Leiden.

## Inhoud
De tentoonstelling bracht 131 topstukken bijeen: beelden, (dans-)maskers, versierde schilden, weefsels, uit brons gegoten statussymbolen, en verder een bewerkte medicijnhouder, een fragment van een offerpaal, een bewerkt zitbankje en nog meer opmerkelijke en zeldzame exotische objecten. 
Hiermee kon het publiek kennis maken met de rijke esthetische vormentaal van de ‘primitieve kunst’ uit de gebiedsdelen die in de expositie aan de orde kwamen en zich op verschillende continenten bevonden. De verwachting was dat de bezoekers zouden besluiten dat het om 'kunst' ging en niet om 'curiosa' die tot de folklore van de zogenaamd 'primitieve' volkeren behoorden. Vooral werd ook de mogelijkheid geboden zich een idee te vormen in welke mate de culturen en hun uitdrukking gelijklopend konden zijn of verschillen vertoonden. 
In het opzet om de doorgaans eerder denigrerende en geringschattende visie op deze exotische objecten om te buigen, verrichtte de tentoonstelling baanbrekend werk.
Deze vergelijkende tentoonstelling van niet-Europese kunst was de eerste in haar soort in België en opende de weg naar gelijkaardige manifestaties. Ze werd belangrijk bevonden en beantwoordde aan de verwachtingen die de voorzitter van de Internationale Jaarbeurs in de tentoonstellingscatalogus uitdrukte: Moge “Ars Exotica” bijdragen om de smaak van de bezoekers te verfijnen, hun geest en hart te verrijken en hun het enthousiasme voor het schone bij te brengen zonder hetwelk de Westerse Wereld zich zelf niet meer zou zijn. Het evenement geraakte enigszins in de vergetelheid, alhoewel ze pionierswerk verrichtte en derhalve beter verdiende.

## Catalogus
De catalogus van de tentoonstelling, voornaamste getuigenis van het evenement, bevat de vermelding en de korte beschrijving van de objecten, geïllustreerd met 16 zwart-witfoto's en met geografische kaartjes van Indonesië, de eilanden in de Stille Zuidzee en  Midden- en West-Afrika. De inleiding werd geschreven door de antropoloog Frans  Olbrechts, hoogleraar Primitieve Kunst en directeur van het Museum van Belgisch Kongo in Tervuren.

## Bron
- Frans N. OLBRECHTS (dir.), Ars Exotica, Gent, Museum voor Schone Kunsten, 1950.